# Schweizerdolch

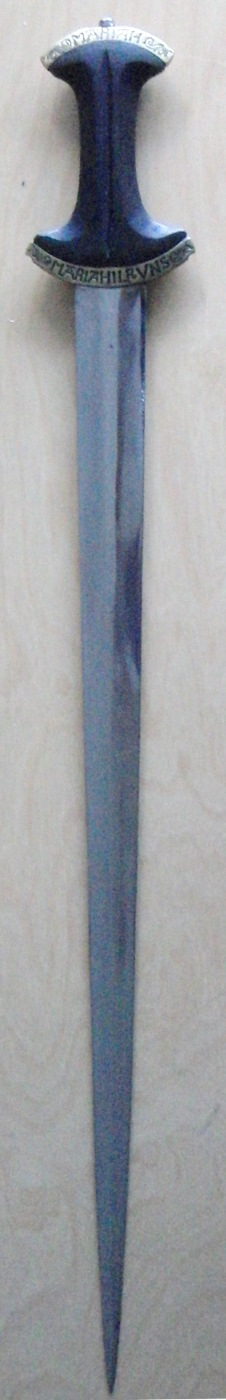
Schweizerdegen, Replika, ca. 15. Jahrh. (Original im Historischen Museum Bern)

Der Schweizerdolch ist eine Stichwaffe aus der Schweiz. Später entstand daraus der Schweizerdegen (frühneuhochdeutsch: Schwytzertägen), ein spätmittelalterliches Schwert.

## Beschreibung
Der Schweizerdolch war eine Waffe mit charakteristischer Griffform, die im 15. Jh. auf dem Gebiet der Alten Eidgenossenschaft verbreitet war. Im Verlauf des 15. Jh. verlängerte sich die Klinge von ca. 25 cm auf bis zu 70 cm, so dass die Waffe eine Mittelstellung zwischen Dolch und Schwert hatte. Vergleichbar ist das große Messer des deutschen Spätmittelalters sowie die späteren Faschinenmesser. Der sprichwörtliche Ruf der Multifunktionalität des Schweizer Taschenmessers geht bereits auf diesen vergleichsweise simplen Vorgänger zurück.
Heinrich Klenz (1900) schreibt darüber: »Schweizerdegen, sprüchwortsweise nennt man diejenigen also, welche mehr als eins erlernet, da man sie zu mehreren gebrauchen kann. Wie man von der Schweizer ihren Degen auch sagt: daß sie beyderley Art können gebraucht werden.« (gemeint ist wohl als Hieb- ebenso wie als Stichwaffe bzw. als Schwert ebenso wie als Dolch).
Frühe Formen im 14. Jahrhundert hatten schmälere, auf der ganzen Länge sich verjüngende Klingen, der Parierbalken war nach vorne gebogen. Bei den späteren, klassischen Dolchen war die Klinge breiter, der Parierbalken war nach hinten gebogen. Die Scheide war oft verziert, sie trug auch das Besteck, gewöhnlich den Pfriem und ein schmales Messer. Um ein Verrotten des Holzes zu vermeiden, wurden zwischen dem Griff und dem Parierbalken und Knaufbalken Buntmetallbleche eingelegt.
Der Schweizerische Offiziersdolch 1943 löste nach 1943 den Säbel als Seitenwaffe ab, er wurde an Offiziere und Höhere Unteroffiziere abgegeben. Er erinnert in seiner Form an die historischen Schweizerdolche.
Dies gilt auch für diverse Dolche im Dritten Reich 1933–1945, vor allem für den SS-Ehrendolch.

## Dolch der Nationalsozialisten
Die Einführung des Schweizerdolches bei den Nazis und besonders bei der NS-Sturmabteilung mit der Gravur Alles für Deutschland ist auf eine Verwechslung der Schweizer Reisläufer mit den deutschen Landsknechten zurückzuführen, die man im 19. und 20. Jahrhundert als «erste nationale Reichstruppe» verherrlichte.

## Schweizerdegen
Der Schweizerdegen entspricht in seiner Konstruktion dem Schweizerdolch, die Klingenlänge kann bis 75 cm betragen.

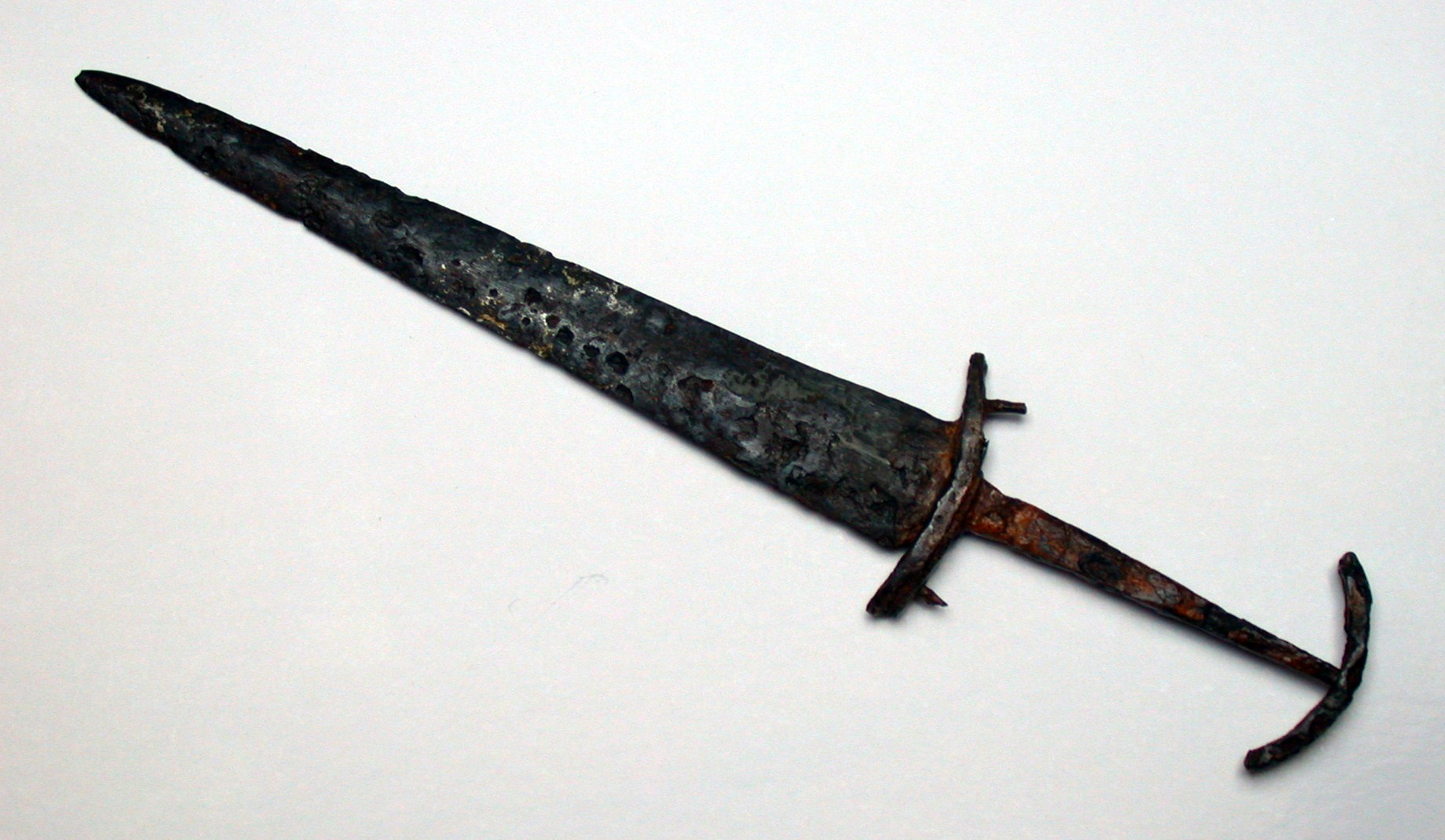
Bodenfund, frühe Form des Schweizerdolches, um 1380
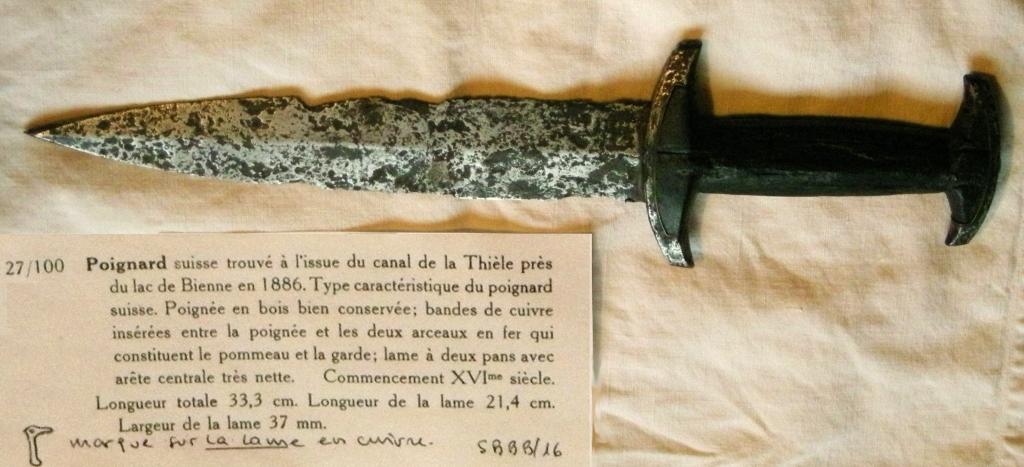
Schweizerdolch, gefunden 1886 am Bielersee
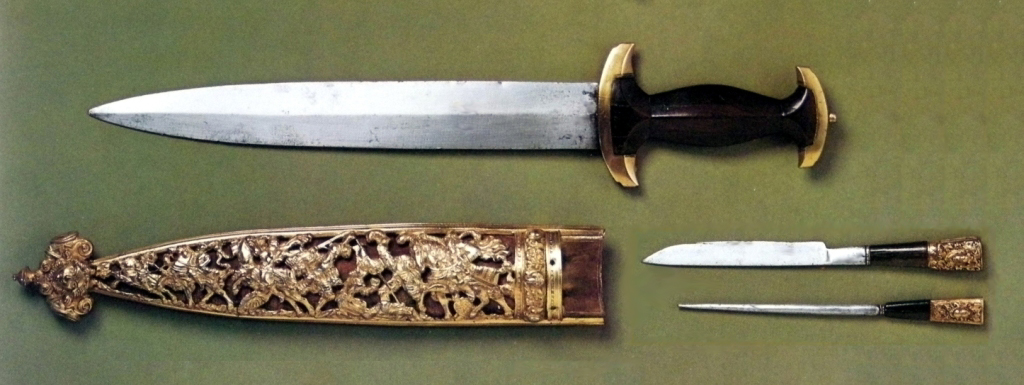
Schweizerdolch 1565, mit Besteck Pfriem und Messer (Standort: Landesmuseum Zürich)
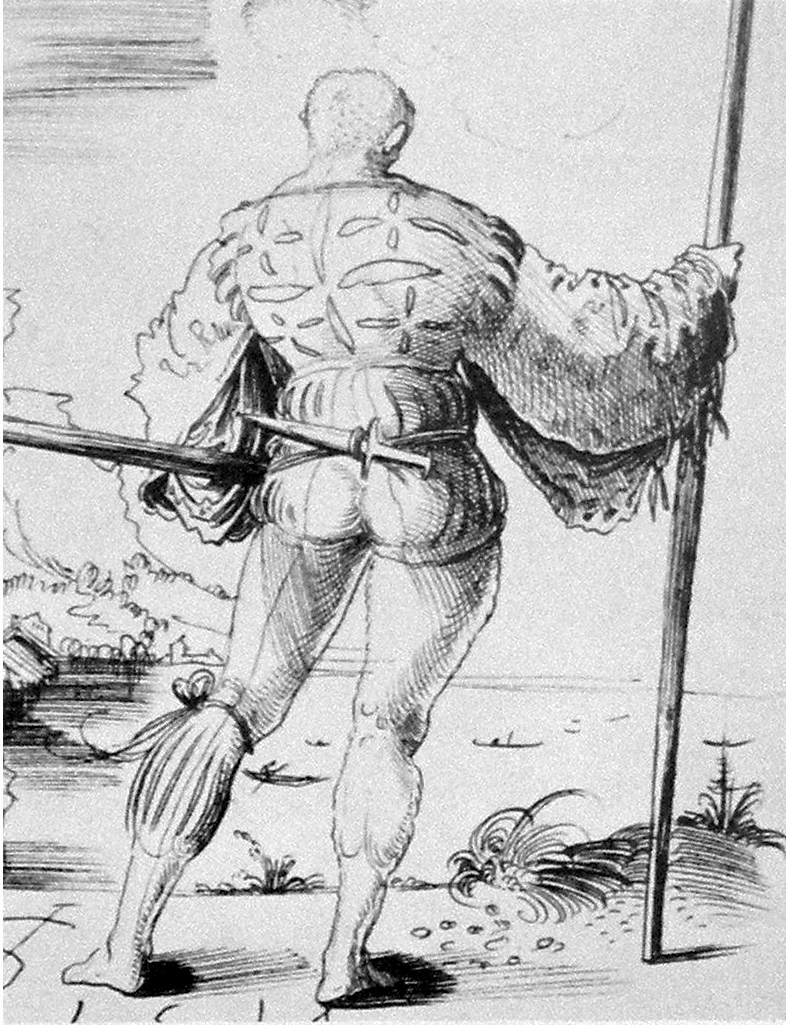
Schweizerkrieger, Tragart des Schweizerdolches (ca. 1515 Urs Graf der Ältere)
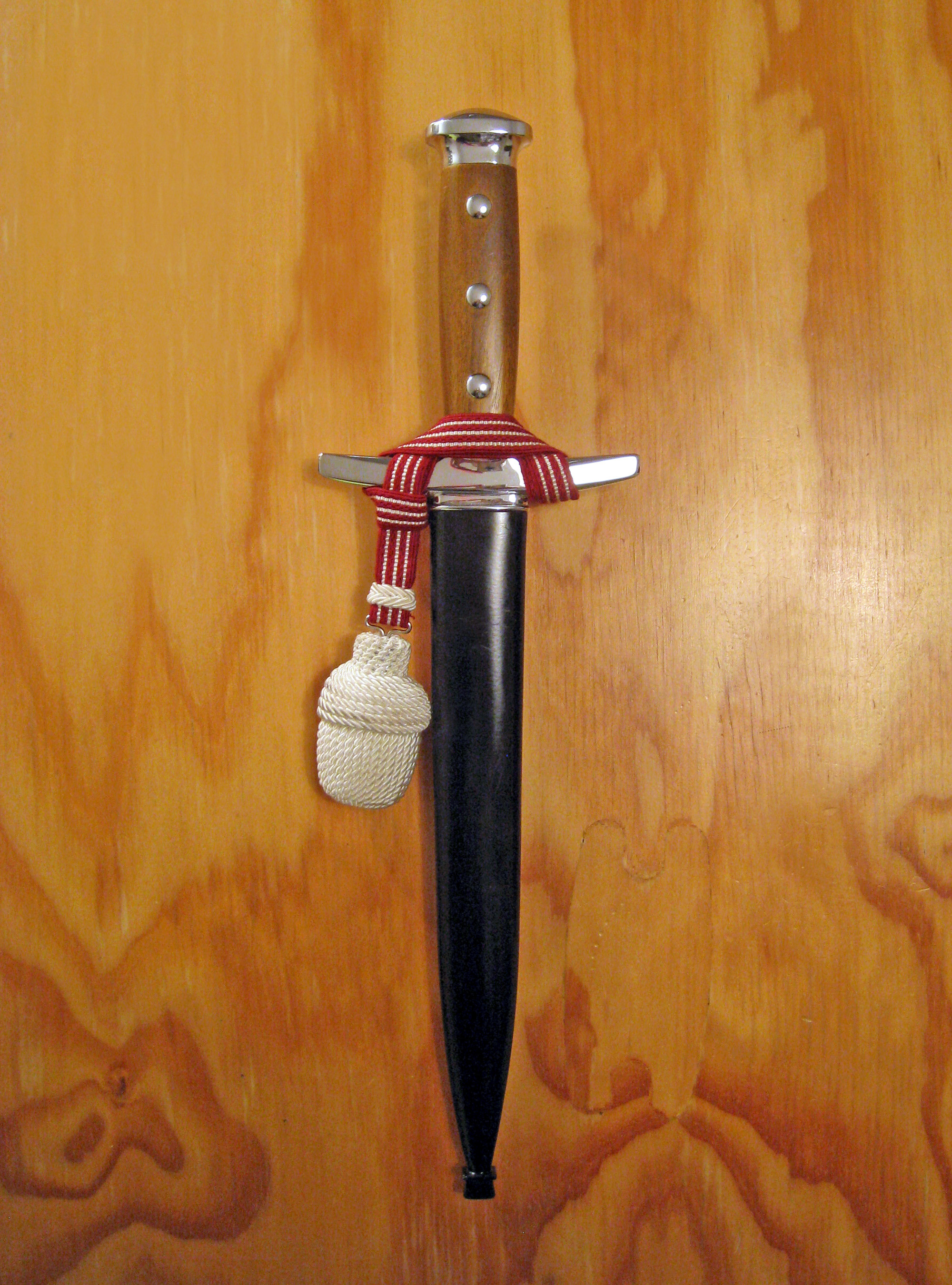
Schweizer Offiziersdolch, 1943

## Andere Bedeutungen
In der Druckersprache bezeichnet man mit „Schweizerdegen“ jemanden, der sowohl Drucker wie auch Schriftsetzer ist.
Einen Schweizerdegen Verlag gab es im 20. Jahrhundert in Zürich; dieser setzte sich intensiv mit der Freimaurerei in der Schweiz auseinander. Der Verlag gab das Organ der "Nationalen Front", den "Schweizerdegen" heraus. 